# Janolus anulatus
Janolus anulatus is een slakkensoort uit de familie van de Janolidae. De wetenschappelijke naam van de soort werd in 2006 gepubliceerd door Camacho-Garcia & Gosliner.